# Közönséges őszantilop
A közönséges őszantilop (Raphicerus campestris) az emlősök (Mammalia) osztályának párosujjú patások (Artiodactyla) rendjébe, ezen belül a tülkösszarvúak (Bovidae) családjába és az antilopformák (Antilopinae) alcsaládjába tartozó faj.

## Előfordulása
Két különálló területen él Kelet- és Dél-Afrikában, amiket a malawi és észak-zambiai mimózaféle Brachystegia-erdők választanak el. A kisebbik állomány Kenya déli, illetve Tanzánia északi és középső vidékein található, a nagyobbik pedig a namíbiai parti síkságot, a Dél-afrikai Köztársaság KwaZulu-Natal és East Cape tartományait, illetve Lesothót leszámítva mindenhol elterjedt északon az Angola déli, Zambia délnyugati, Zimbabwe középső és Mozambik déli vidékén húzódó vonalig. A kelet-afrikai állomány korábban Uganda területén is jelen volt, de innen élőhelye elpusztulása miatt kiszorult.
Élőhelye sokféle lehet, a félsivatagoktól a száraz szavannákon, füves pusztákon és bozótosokon át át a hegyvidéki fenyérekig (pl. a Kenya-hegyen akár 3500 méteres tengerszint feletti magasságig). Dél-Afrikában az erősen legeltetett területeknél jellemző, ahol gyakori a tüskés bozót. Vízhez nem kötődik, megtelepedésének egyetlen kritériuma a tartalmas táplálék megléte.

## Alfajai
Bár legalább huszonnégy alfaját leírták, csak kettőt fogadnak el általánosságban:
- Raphicerus campestris campestris Thunberg, 1811 – Dél-Afrika
- Raphicerus campestris neumanni Matschie, 1894 – Kelet-Afrika

## Megjelenése
A közönséges őszantilop megjelenése nagyon hasonlít az oribiéhoz (Ourebia ourebi) és a pusztai bóbitásantilopéhoz (Sylvicapra grimmia). Ahogy a többi törpeantilop, ez a faj is kis termetű: testhossza 70-95 centiméter, marmagassága 45-60 centiméter között mozog, testsúlya pedig 7-16 kilogramm között változik. Farka is rövid, alig látható: mindössze 4-10 centiméteres. Lábai meglehetősen hosszúak, nyakát pedig a bóbitásantilopokkal ellentétben felszegve tartja. Csípői gömbölydedek, háta viszont lapos. Sarkantyúi nincsenek.
A közönséges őszantilopok fülei rendkívül nagyok, belsejüket fehér szőrzet borítja. Az orrnyergen levő fekete, V alakú folt az egyetlen mintázat a fejen. Az orr hegye csupasz és enyhén felfelé hajlik. A nagy, sötét szemeket sötét bőr, illetve azon kívül fehér szőrgyűrű keretezi; közvetlenül előttük kis illatmirigyek láthatóak. Szarva csak a hímeknek van. A sima, egyenes, tűre emlékeztető szarvak 7-19 centiméteres hosszúságúak.
A szőrzet színezete az élőhelytől függően változik: fakó, sárgásbarna, világos vörös vagy akár szürkés is lehet a hátrészen, a has, a lábak belső fele és a farok alja viszont minden esetben fehér. A két különböző színű testtáj között éles az átmenet. A másik két Raphicerus-fajjal ellentétben a közönséges őszantilopra nem jellemzőek az „őszes” kinézetet okozó fehér szőrszálak a hátrészen.

## Életmódja
A közönséges őszantilopok általában nappal aktívak, bár a forró időszakban inkább hajnalban és késő délután kezdenek csak táplálkozni. Táplálékukat mindenekelőtt különféle cserjék és fák hajtásai teszik ki (pl. akáciák, nyálkafák, Ziziphus sp., Bridelia sp., Colophospermum sp.), de olykor frissen kikelt füvet, gyümölcsöt és kiásott gyökereket, gumókat is fogyasztanak. Vízigényüket alapvetően táplálékukból fedezik, rendszeres ivásra nincs szükségük.
A közönséges őszantilopok párokban élnek, amelyek azonban az év nagy részében teljesen független életet folytatnak egy 0,04–1 km² nagyságú territóriumon, ahol legfeljebb szagjelek alapján tudnak egymásról. A terület határait trágyakupacok és ezeket összekötő, kitaposott és lábmirigyváladéktól szagló ösvények jelölik. (Az antilopok a trágyakupacok felett is kaparnak, feltehetően szintén azért, hogy szagjeleket hagyjanak hátra.) A bika és a tehén csak a nőstény peteérésekor lép szorosabb kapcsolatba, közvetlenül a párzás előtt, amikor a bika meglehetősen agresszívvá válik.
A kicsiny őszantilopokra számos ragadozó jelent potenciális veszélyforrást. Vész esetén a földnek lapulva, füleit behúzva próbál elrejtőzni, és csak végső esetben fogja menekülőre. Ilyenkor cikcakkos futással igyekszik megszabadulni üldözőjétől és ismét meglapulni az aljnövényzetben vagy valamilyen üregben (pl. földimalac-kotorékban).

## Szaporodása
Párzásra egész évben sor kerülhet, de a születések zöme az esős évszak kezdetére, november-decemberre esik. A vemhesség körülbelül fél évig tart, végeztével rendszerint egyetlen, körülbelül 0,9-1 kilogramm súlyú borjú jön a világra. Bár az utód születése után azonnal járóképes, két hétig az aljnövényzetben rejtőzik, csak azután követi anyját. Ekkortól kezd szilárd táplálékot is fogyasztani. Az elválasztásra három hónapos korban kerül sor; a fiatal tehenek 6-7, a bikák 9 hónaposan érik el az ivarérettséget. A gyors érés következtében az anyaállatok évente kétszer is ellhetnek, a szülések közötti intervallum 5,5-9 hónap között mozog. A nagy szaporulat az esetleges emberi üldözés ellenére is stabilan tartja az állományt. A közönséges őszantilopok akár 10-12 évig is élhetnek.

## Természetvédelmi helyzete
A közönséges őszantilopot nem fenyegeti különösebb veszély, legfeljebb helyenként esik áldozatul az elvadult kutyáknak vagy fegyveres pásztoroknak. Stabil állományát hatszázezresre becsülik, de ez a szám valószínűleg jóval alacsonyabb a valóságosnál, mivel nehéz pontos felméréseket készíteni a fajról. A közönséges őszantilopok legalább negyede természetvédelmi övezetekben, másik 30%-a pedig magánterületeken él. Mindennek fényében a Természetvédelmi Világszövetség nem tartja veszélyeztetettnek a fajt.

## Képek

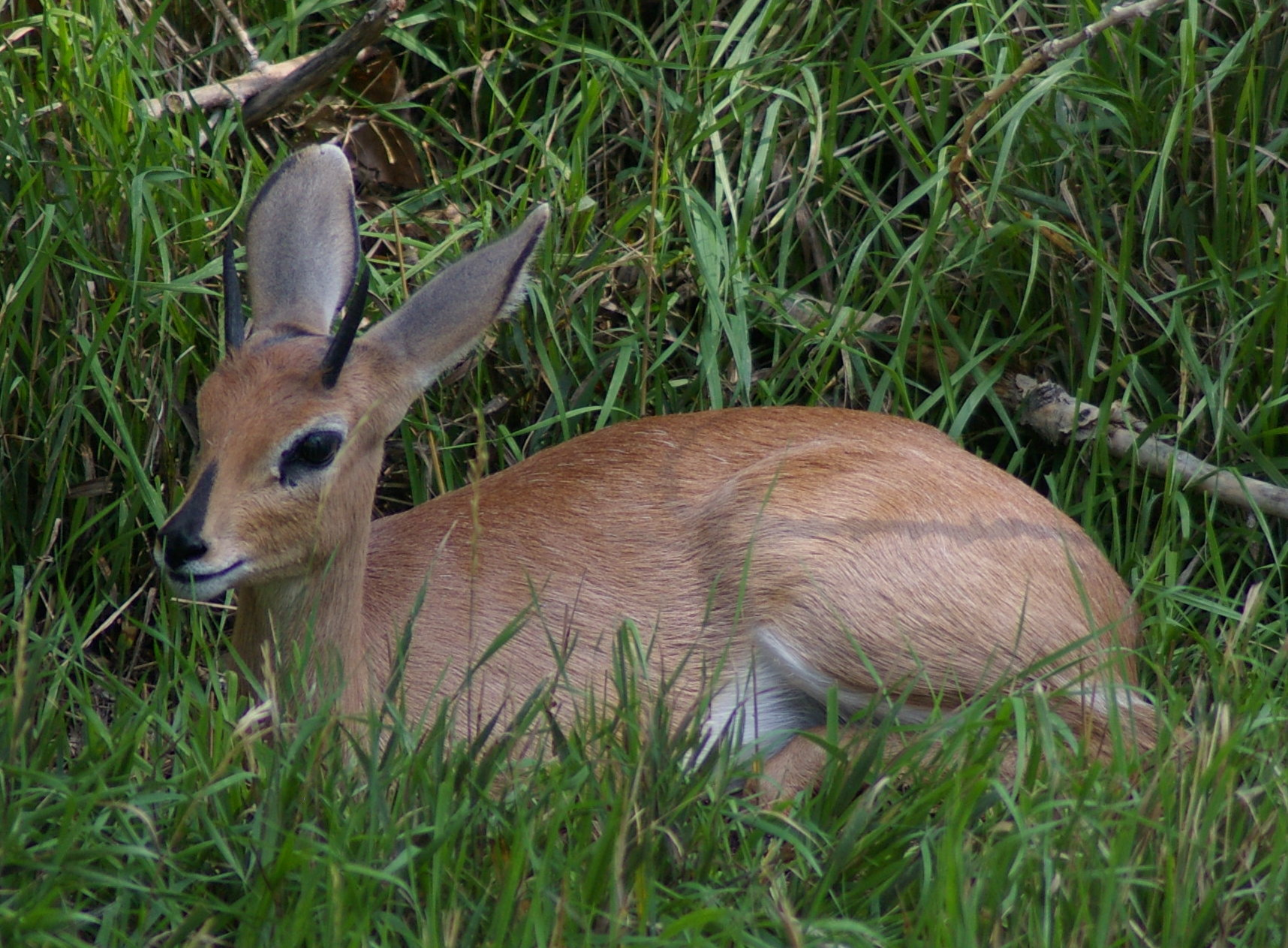
Fűben fekvő bika
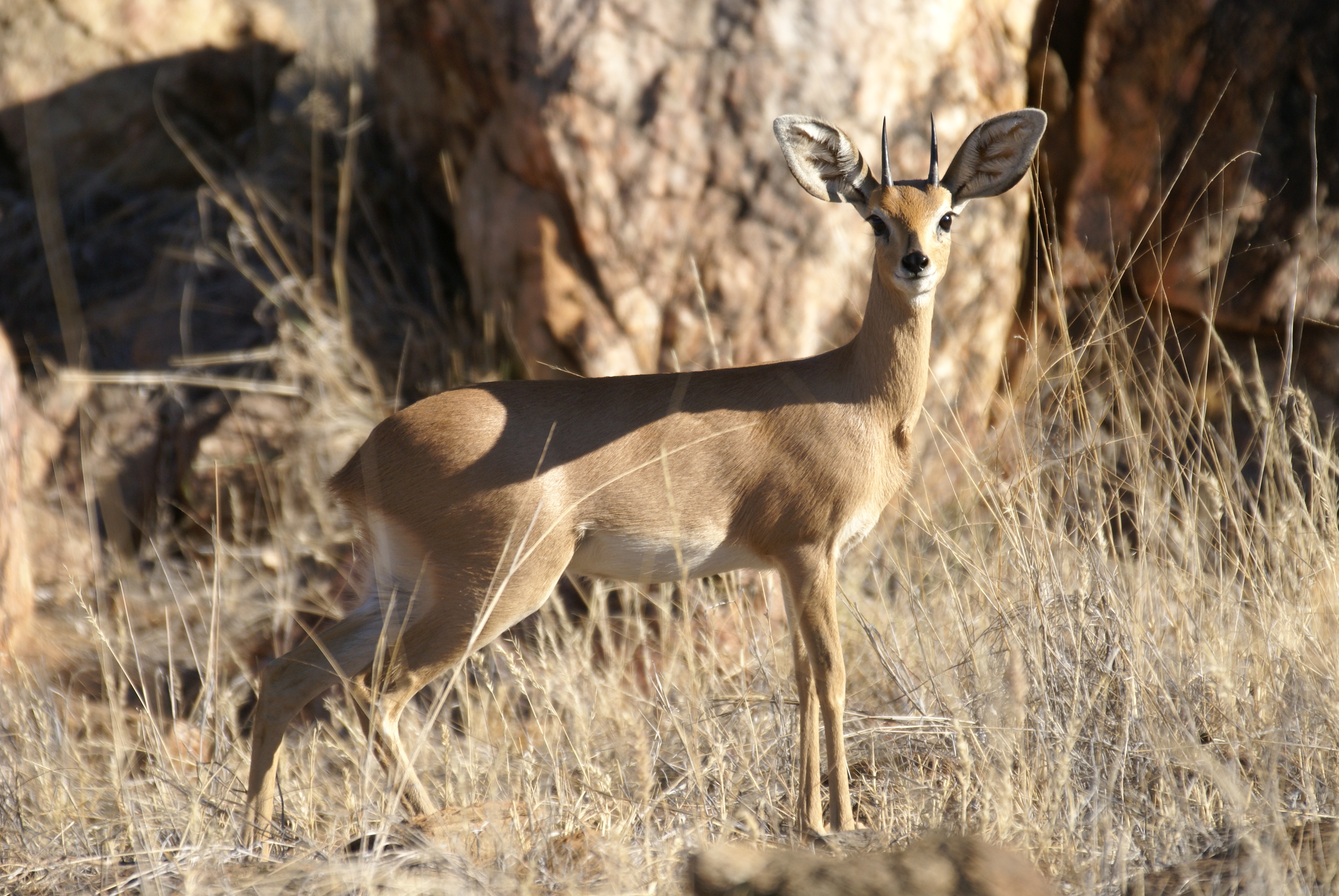
Bika